# Portbou
Portbou település Spanyolországban, Girona tartományban. Portbou Colera, Banyuls-sur-Mer és Cerbère községekkel határos. Lakosainak száma 1082 fő (2024).

## Népesség
A település népessége az elmúlt években az alábbi módon változott:
| Lakosok száma | 2605 | 3976 | 2118 | 2388 | 1443 | 1347 | 1290 | 1167 | 1063 | 1082 |
|               | 1887 | 1930 | 1955 | 1975 | 2002 | 2006 | 2011 | 2015 | 2020 | 2024 |

## Közlekedése

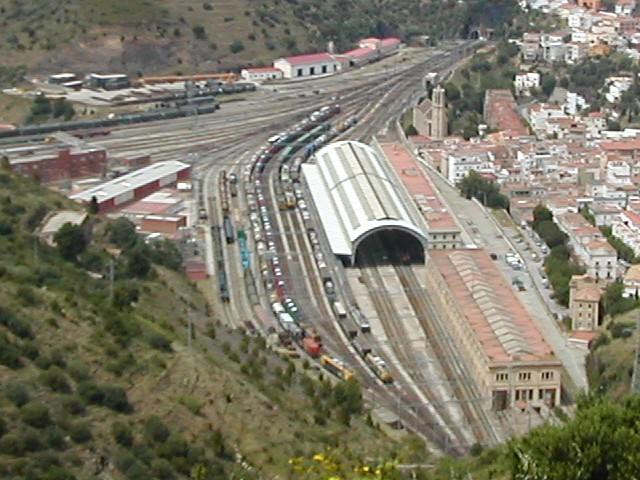
Portbou vasútállomás madártávlatból

Portbou vasútállomás egy nyomtávváltó határállomás. Itt található egy nagy vasúti árufuvarozási létesítmény és egy nagy utasállomás, amelyet a vám- és bevándorlási ellenőrzés támogatására építettek. A vám- és bevándorlási ellenőrző létesítményekre már nincs szükség, mivel Franciaország és Spanyolország is tagja a schengeni térségnek.
Két vasúti alagút köti össze Portbou-t a franciaországi Cerbère-rel. Az egyik alagútban normál nyomtávú-, a másikban pedig ibériai nyomtávú pálya található. A helyi spanyol vonatok vagy Portbouban végződnek, vagy továbbmennek Cerbère-be, ahol az ibériai nyomtávú pálya véget ér, a francia vonatok pedig vagy Cerbère-ben végződnek, vagy továbbmennek Portbouba. Portbouban van egy Talgo automatikus nyomtávváltó rendszer, amelyet a Franciaország és Spanyolország között közlekedő átmenő vonatok használnak.
A franciaországi Cerbère-be vezető közúti összeköttetés a Coll dels Balitres (163 m) hágón keresztül történik. Ez az út hosszabb (7 km), mint a vasútvonal (1,8 km).
A GR 92 hosszú távú gyalogösvény, amely nagyjából követi Spanyolország mediterrán partjának hosszát, Portbouban kezdődik. Az 1. szakasz dél felé Llançàig vezet, amely 9,8 kilométer távolságra van.

## Híres személyek
- Itt lett öngyilkos Walter Benjamin német filozófus, irodalomkritikus, esszéista, marxista teoretikus.